# سهره چهچهه‌زن دارچینی
سهره چهچهه‌زن دارچینی (نام علمی: Poospiza ornata) نام یک گونه از سرده سهره چهچهه‌زن است.